# Edsel Juliet
Edsel Juliet (Curaçao, 9 september 1958) is een Nederlands zanger, percussionist en componist in het genre Latijns-Amerikaanse muziek.

## Jeugd
Toen hij twaalf jaar oud was, vormde hij samen met zijn broers op Curaçao de band Tipico Juliet, geïnspireerd op The Jackson 5. In hun muziek waren verschillende stijlen te herkennen: folkloremuziek, danza, wals en mazurka. In 1977 stopten de broers met Tipico Juliet.
In de jaren 1980 ging Juliet naar Nederland waar een poging acteur te worden weinig succes had. Hierna richtte hij zijn eerste eigen orkest op: Saljuco, wat staat voor 'Salsa Juliet & Company'. Juliet ontwikkelde zijn eigen latin muziekstijl: ‘salsa corriente’. Dit is een combinatie van Salsa en Cubaanse muziek met Antilliaanse muziekklanken.

## Carrière
In 1994 verscheen het nummer Dale ku awa/Payo, dat op Curaçao 16 weken op nummer één stond. Hierdoor kreeg Juliet de bijnaam Payo. In zijn geboorteland werd hij gekozen tot populairste artiest van dat jaar. Vanaf dan staan Juliets composities met een zekere regelmaat in Curaçaose muzieklijsten.
In 2017 herontdekte Edsel Juliet de salsamuziek en begon de groep Edsel Juliet & His Salsa Session Band. In 2019 haalde hij een finaleplaats in de talentenjacht All Together Now. In 2021 verwerkte hij wat een jaar lang coronapandemie hem had gebracht in het lied Danki Corona.